# Harry Lien
Harry Lien (ur. 15 maja 1896 w Tvedestrand, zm. 19 września 1978 w Chicago) – amerykański skoczek narciarski norweskiego pochodzenia, olimpijczyk.
Urodził się w Norwegii, jednak wyemigrował do Stanów Zjednoczonych i służył w tamtejszej armii podczas I wojny światowej. Rozpoczął karierę narciarską w norweskim klubie w Chicago, zwyciężył w kilku krajowych zawodach. Wystąpił na Zimowych Igrzyskach Olimpijskich 1924, gdzie zajął 16. miejsce w konkursie skoków narciarskich. W 1969 został wprowadzony do hali sław amerykańskiego narciarstwa.

## Igrzyska Olimpijskie
| Miejsce | Dzień    | Rok  | Miejscowość         | Konkurs                         | Wynik     | Strata    | Skok 1 | Skok 2 | Zwycięzca          |
| ------- | -------- | ---- | ------------------- | ------------------------------- | --------- | --------- | ------ | ------ | ------------------ |
| 16.     | 4 lutego | 1924 | Chamonix-Mont-Blanc | Skocznia normalna indywidualnie | 14,92 pkt | -4,04 pkt | 40,0 m | 41,5 m | Jacob Tullin Thams |